# Weill (vêtements)
Cet article concerne l'entreprise parisienne Weill. Pour l’entreprise bisontine, voir Weil (vêtements).
Pour les articles homonymes, voir Weill.
Weill est une société française fondée en 1892 par Albert Weill à Paris. L’entreprise est spécialisée dans le prêt-à-porter féminin haut de gamme et les accessoires. Weill est la plus ancienne maison de mode française encore en activité et depuis sa fondation, l'intégralité du capital est détenue par la famille Weill.

## Histoire
- 1892 : Albert Weill, jeune alsacien tout juste arrivé à Paris, crée Weill.
- 1924 : Robert Weill, son fils, fait construire par l'architecte Paul Dupré-Lafon un immeuble surnommé « La Manufacture », 8 rue Livingstone, au pied de Montmartre. C’est toujours aujourd’hui le siège de la maison Weill[2].
- 1950 : de retour d’Amérique, Jean-Claude Weill, son fils, introduit en France le concept du « Ready to Wear », le prêt-à-porter qui va exploser lors de la décennie suivante. La production se fait désormais en série. Weill est ensuite le premier client de l'agence Publicis avec la campagne Weill vous va[3].
- 1980 : Weill ouvre sa première boutique sur l'avenue des Champs-Élysées gérée par Lucienne Saumureau.
- 1990 : Weill ouvre ses premières succursales en France.
- 1992 : Weill fête son centenaire. Exposition au Musée Galliera à Paris.
- 2000 : la quatrième génération, Bernard et Jean-Pierre Weill, prend les rênes de la Maison[4].
- 2008 : Weill inaugure avec le sac « Viviane » sa première ligne d’accessoires et l’associe à Mademoiselle Agnès, journaliste de mode[5].
- 2010 : création de la ligne W de Weill[6].
- 2011 : Weill étend son réseau de distribution avec une activité de commerce en ligne et propose 100 % de ses collections à la vente en ligne.

## Chiffres clé
Son réseau est composé de 26 boutiques en propre (à fin 09/2018) et de nombreuses franchises en France et à l’étranger, 